# Cayuga (Oklahoma)
Cayuga – jednostka osadnicza w Stanach Zjednoczonych, w stanie Oklahoma, w hrabstwie Delaware.